# 马斯拉图尔
马斯拉图尔（法語：Mars-la-Tour，法語發音：[maʁs la tuʁ]；洛林语：Ma-lai-tô）是法国默尔特-摩泽尔省的一个市镇，属于布里埃区。

## 地理
马斯拉图尔（49°5'56"N, 5°53'10"E）面积12.64 平方千米，位于法国大東部大區默尔特-摩泽尔省，该省份为法国东北部内陆省份，是洛林的一部分，北邻比利时、卢森堡，北起顺时针与摩泽尔省、下莱茵省、孚日省和默兹省接壤。
与马斯拉图尔接壤的市镇（或旧市镇、城区）包括：布吕维尔、阿农维尔-叙泽蒙、皮克雪、斯蓬维尔、特龙维尔、伊龙河畔维尔、勒宗维尔-维永维尔。

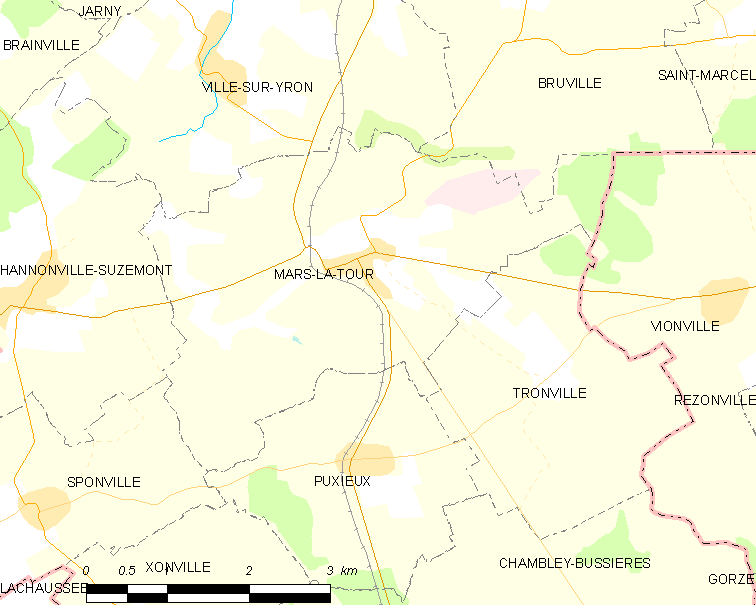
马斯拉图尔的OSM定位图

马斯拉图尔的时区为UTC+01:00、UTC+02:00（夏令时）。

## 行政
马斯拉图尔的邮政编码为54800，INSEE市镇编码为54353。

## 政治
马斯拉图尔所属的省级选区为雅尼县。

## 人口

1962-2008年间马斯拉图尔人口变化图示

马斯拉图尔于2022年1月1日时的人口数量为885人。